# Атанасіе Реднік
Атанасіе Реднік (рум. Atanasie Rednic; 18 лютого 1722, Джулешть — 2 травня 1772, Блаж) — румунський церковний діяч, василіянин, греко-католицький єпископ Фаґараша, предстоятель Румунської греко-католицької церкви у 1765—1772 роках.

## Життєпис
Атанасіе Реднік народився 18 лютого 1722 року в Джулешті. Навчався в єзуїтів у Клужі, а з 1743 року в Колегії Пазманіанум (Collegium Pazmanianum) у Відні, де закінчив богослов'я в 1747 році. Після студій вступив до Василіянського Чину в Мукачівський монастир, де в 1749 році прийняв чернечий постриг і був висвячений на священника. У 1751 році переїхав до Блажа, де у співпраці з єпископом Петром Павлом Ароном займався освітньою діяльністю: заснував школи і був призначений ректором семінарії, а згодом став вікарієм єпископа.
30 червня 1764 року, після смерті предстоятеля Румунської греко-католицької церкви, єпископа Фаґараша Петру Павла Арона, на виборчому синоді о. Атанасіе Реднік посів лише четверте місце за результатами виборів. Тим не менш, і всупереч волі ченців, імператриця Марія Терезія, призначила його новим єпископом. Папа Климент XIII підтвердив це призначення 15 травня 1765 року, і Реднік переїхав з Відня на Закарпаття, де 4 серпня 1765 року був висвячений на єпископа Мукачівським єпархом Мануїлом Ольшавським. Невдовзі він прибув до Блажа, де був інтронізований 13 листопада 1765 року.
Як єпископ, він продовжував просити фінансової підтримки від уряду для покращення умов парафій та шкіл, але без великих результатів. Він також намагався пожвавити чернече життя в Блажі, запровадивши сувору дисципліну, якої сам дотримувався. Продовжував підтримувати освіту, залучаючи більш освічених ченців на вчителів і надаючи стипендії для студентів на навчання за кордоном. Владика Атанасіе Реднік вів аскетичний спосіб життя, їв лише овочі і ніколи не носив шовкового одягу.
Помер у Блажі 2 травня 1772 року.